# Groß-Kreuzblume
Die Groß-Kreuzblume (Polygala major), auch Riesen-Kreuzblume genannt, ist eine Art aus der Familie der Kreuzblumengewächse (Polygalaceae).

## Merkmale
Die Groß-Kreuzblume ist ein sommergrüner, ausdauernder, krautiger Hemikryptophyt, der Wuchshöhen von 10 bis 40 (teilweise bis 60) Zentimeter erreicht. Die Laubblätter sind einfach, ungeteilt und ganzrandig. Die Blütenstiele sind kürzer als deren bewimperte Deckblätter. Die Blüten ähneln äußerlich jenen der Schmetterlingsblütler und sind meist in reichblütigen Trauben angeordnet. Sie besitzen 5 freie Kelchblätter, und zwar 3 kleine äußere und 2 große innere. Letztere sehen wie Kronblätter aus, sind zwischen 10 und 15 Millimeter lang aber kürzer als die Kronenröhre und werden als „Flügel“ bezeichnet. Des Weiteren besitzen die Blüten 3 Kronblätter, von denen das untere größer und vorne mit einem zerschlitzten Anhängsel versehen ist und als „Schiffchen“ bezeichnet wird. Die zwei anderen Kronblätter sind klein und am Grund miteinander verwachsen. Der oberständige Fruchtknoten mit einem Griffel sitzt auf einem Stiel, der 2- bis 4-mal so lang ist wie er selbst. Die Blüten weisen 8 Staubblätter auf, die Staubfäden sind zu einer Rinne verwachsen. Die Frucht ist eine zweiklappige Kapsel.
Die Blütezeit reicht von Mai bis Juni, teilweise von April bis Juli.
Die Chromosomenzahl beträgt 2n = 38.

## Verbreitung
Das Verbreitungsgebiet der Art erstreckt sich auf die Länder Österreich, Tschechien, Ungarn, die Slowakei, die Ukraine, Albanien, Bosnien-Herzegowina, Bulgarien, Kroatien, Griechenland, Italien, Rumänien, Serbien, Slowenien und die Türkei.
In Österreich tritt die Groß-Kreuzblume ausschließlich im pannonischen Gebiet der Bundesländer Wien, Niederösterreich und Burgenland zerstreut bis selten auf Halbtrockenrasen und trockenen Wiesen der collinen Höhenstufe auf. Sie gilt dort als gefährdet.

## Ökologie
Die Bestäubung erfolgt durch Bienen und Schmetterlinge.